# Erophylla
Erophylla is een geslacht van zoogdieren uit de familie van de bladneusvleermuizen van de Nieuwe Wereld (Phyllostomidae). De wetenschappelijke naam van het geslacht werd in 1906 gepubliceerd door Gerrit Smith Miller jr.

## Soorten
Er worden twee soorten in dit geslacht geplaatst:
- Erophylla bombifrons (G. S. Miller, 1899)
- Erophylla sezekorni (J. Gundlach, 1861)